# Джоджен
Джоджен (Mentha spicata), още гюзъм, гьозум или обикновена мента, е вид мента, растяща в Централна и Южна Европа.

## Отглеждане
Обича влажните почви.

## Описание
Джодженът е тревисто многогодишно растение, достигащо на височина 30 – 100 cm, с листа, дълги 5 – 9 cm и широки 1,5 – 3 cm, с назъбени краища. Цветовете са събрани в класовидни съцветия, като всеки от тях е розов или бял, на дължина и ширина 2,5 – 3 mm.

## Приложение в кулинарията
Използва се като подправка. Листата му се използват в супи, чорби и яхнии от зрял боб, при приготвяне на пюрета от спанак, при яхнии от агнешко, овче и пилешко месо, за агнешка плънка, при задушени меса и варено – свинско или телешко. Поради специфичния си, и то силен аромат, трябва внимателно да се съчетава с другите подправки, защото може да ги „потисне“ и те да не се усетят вкусово.